# Fozzy
I Fozzy sono un gruppo heavy metal statunitense fondato ad Atlanta, Georgia, nel 1999.
La band ha avuto un buon successo negli Stati Uniti e in Inghilterra soprattutto grazie al loro frontman e cantante, Chris Jericho, già noto grazie alla sua carriera di wrestler.

## Storia
Nel 2000 esce l'album omonimo Fozzy, seguito a ruota da Happenstance (2002), i quali sono per lo più dei cover album di band come Ronnie James Dio, Krokus, Twisted Sister, Iron Maiden, Mötley Crüe e Judas Priest.
Nel 2005 i Fozzy pubblicano il loro primo album di inediti, dal nome All that Remains; il 30 settembre 2006, al Delicious Rox, durante il concerto il batterista Dane Tuders tirò una bottiglietta (su richiesta dei fan) che colpì una ragazza. Il cantante, Chris Jericho, dovette dare delle spiegazioni alla fine del concerto alla polizia.
Il 4 marzo 2009 MetalUnderground.com riporta che i Fozzy hanno firmato un contratto con la Riot! Entertainment per la realizzazione del loro prossimo album. Durante lo stesso anno sono stati pubblicati due singoli, Martyr No More e Let The Madness Begin, dall'album Chasing the Grail, pubblicato il 26 gennaio 2010. Nel mese di marzo 2010 è uscito anche il singolo Broken Soul, estratto sempre dall'ultimo album.
Il 9 settembre 2011 il bassista Sean Delson lascia il gruppo per lavorare ad un vecchio progetto con Agent Cooper. Nel frattempo verrà rimpiazzato da Paul Di Leo, ex Adrenaline Mob.
Nel mese di gennaio 2012 la band firma con la Century Media Records e comunicano che hanno in programma di pubblicare un nuovo album entro la fine dell'estate. Intanto Chris Jericho ritorna om the road con la WWE il 2 gennaio 2012 ma nonostante ciò, la band si esibisce al Download Festival in Inghilterra nel mese di giugno. A conferma del loro successo, il nuovo album dal nome Sin and Bones, pubblicato il 14 agosto 2012, viene classificato per la prima volta nella classifica degli album più venduti negli Stati Uniti, come anche nella Rock Albums e nella Hard Rock Albums. Nel mese di luglio viene pubblicato il primo singolo estratto dall'album, Sandpaper, nel quale partecipa anche M. Shadows, il frontman degli Avenged Sevenfold.
Nel 2014 esce il sesto album intitolato Do You Wanna Start a War.
Il 19 ottobre 2016 venne annunciato il ritorno della band all'etichetta Century Media Records con la quale hanno pubblicato il loro settimo album, Judas, il 13 ottobre 2017.

## Formazione

### Formazione attuale
- Chris Jericho – voce (1999-presente)
- Rich Ward – chitarra solista, cori (1999-presente)
- Frank Fontsere – batteria (1999-2005, 2009-presente)
- Paul Di Leo – basso (2011-presente)
- Billy Grey – chitarra ritmica (2010-presente)

### Ex componenti
- Dan Dryden (Shawn "Sports" Pop) – basso, cori (1999-2002)
- Ryan Mallam – chitarra ritmica (1999-2004)
- Keith Watson ("Watty") – basso (2002-2004)
- Sean Delson – basso (2004-2011)
- Mike Martin – chitarra (2004-2010)
- Eric Sanders – batteria (2005-2009)
- Jeff Rouse – basso (2014-2017)

### Ex turnisti
- Mike Schneider – chitarra ritmica (1999-2004)
- Simon Farmery – basso (2014-2017)

## Discografia
Album in studio
- 2000 – Fozzy
- 2002 – Happenstance
- 2005 – All That Remains
- 2010 – Chasing the Grail
- 2012 – Sin and Bones
- 2014 – Do You Wanna Start a War
- 2017 – Judas
- 2022 – Boombox

Live
- 2009 – Remains Alive

Raccolte
- 2007 – Rarities Vol. 1